# Sions flygplats
Sions flygplats (tyska: Flughafen Sion, franska: Aéroport de Sion, rätoromanska: Eroport da Sion) är en flygplats i Schweiz.   Den ligger i distriktet Sion och kantonen Valais, i den sydvästra delen av landet, 80 km söder om huvudstaden Bern. Sions flygplats ligger 483 meter över havet.